# Aleochara funebris
Aleochara funebris är en skalbaggsart som beskrevs av Thomas Vernon Wollaston 1864. Aleochara funebris ingår i släktet Aleochara, och familjen kortvingar. Enligt den finländska rödlistan är arten sårbar i Finland. Arten är reproducerande i Sverige. Artens livsmiljö är parker, gårdsplaner och trädgårdar.